# Зенфф, Карл Адольф
Карл Адольф Зенфф (нем. Carl Adolf Senff; 17 марта 1785, Галле — 21 марта 1863, Острау) — немецкий художник. В течение 32 лет, с 1816 по 1848 год, жил в Риме среди назарейцев.

## Биография
Родился в Галле 17 марта 1785 года и был 13-м и самым младшим ребенком Карла Фридриха и Розины Доротеи Зенфф.
По желанию своего отца, как и два его брата, он сначала изучал теологию. К искусству и живописи он обратился только в 1809 году, в возрасте 24 лет. После завершения учёбы и проведения пробной проповеди, около 1808 года он стал работать учителем в лейпцигской школе, где познакомился с Иоганном Вильгельмом Лейсом (1768—1808) и Иоганном Вильгельмом Фолькманном (1772—1856), которые обратили внимание на художественные работы Зенффа и отправили некоторые из его работ Герхарду фон Кюгельгену в Дрезден. Кюгельген принял Зенффа домашним учителем своих сыновей Вильгельма и Герхарда и стал обучать его живописи. Зенфф также занимался с детьми Фолькманна, благодаря своей связи с которым познакомился с художниками-романтиками. В 1813—1814 годах Адольф Зенфф выполнил свои первые заказы на портреты известных лиц лейпцигского общества.
Возвращение Наполеона с Эльбы в 1815 году побудило Зенффа отправиться добровольцем в поход против Франции, но не принял участия ни в одном сражении. После окончания войны в 1816 году он отправился в Рим. Небольшое наследство позволило ему совершить поездку туда через Прагу, Вену и Флоренцию. Ему очень повезло, что он нашёл жильё в квартале художников Casa Buti. В Риме Зенфф в 1817 году написал портрет скульптора Бертеля Торвальдсена в молодости, затем — в 1830-х годах — ещё один портрет; оба изображения сохранились до наших дней. Благодаря связи с Торвальдсеном Зенфф познакомился и с другими художниками, такими как художник Франц Людвиг Катель и скульптор Кристиан Даниэль Раух. Его пребывание в Риме продлилось 32 года, которые были прерваны двумя визитами к родственникам в Германию, в 1833 и 1845 годах.

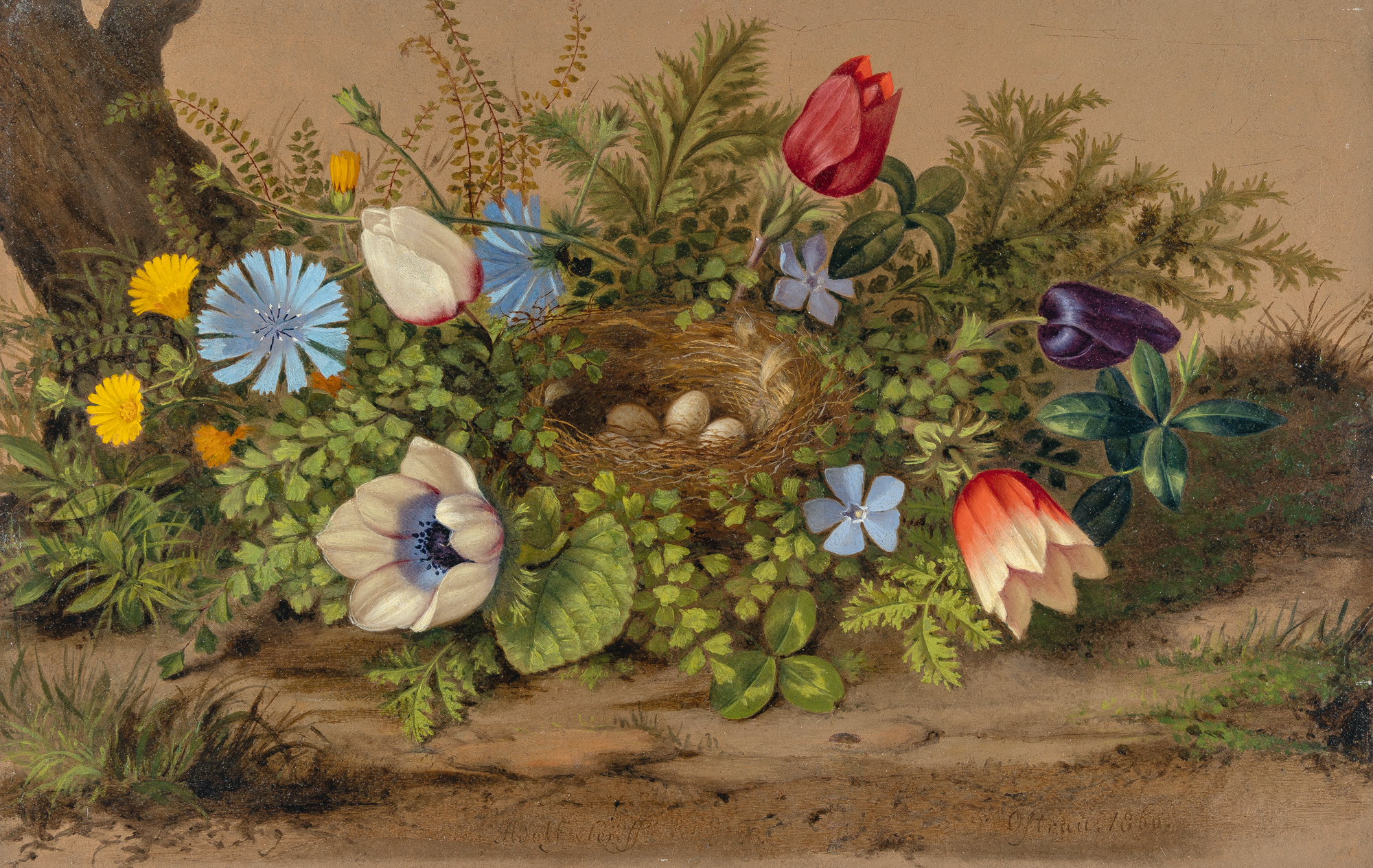
Натюрморт. 1860 г.

Первоначально Адольф Зенфф делал копии с картин Рафаэля и других итальянских художников эпохи Возрождения и, в основном, ими зарабатывал себе на жизнь. Поскольку он очень часто копировал произведения Рафаэля, римляне называли его Editore di Raffaeli. По заказу наумбургского каноника Иммануила Христиана Леберехта фон Ампаха в 1820 году была создана картина «Христос и хананеянка» для цикла «Христос в Наумбургском соборе». Его произведения приобретали король Фридрих Вильгельм III и Российский императорский дом.
В 1821 году он был принят в Академию художников Перуджи.

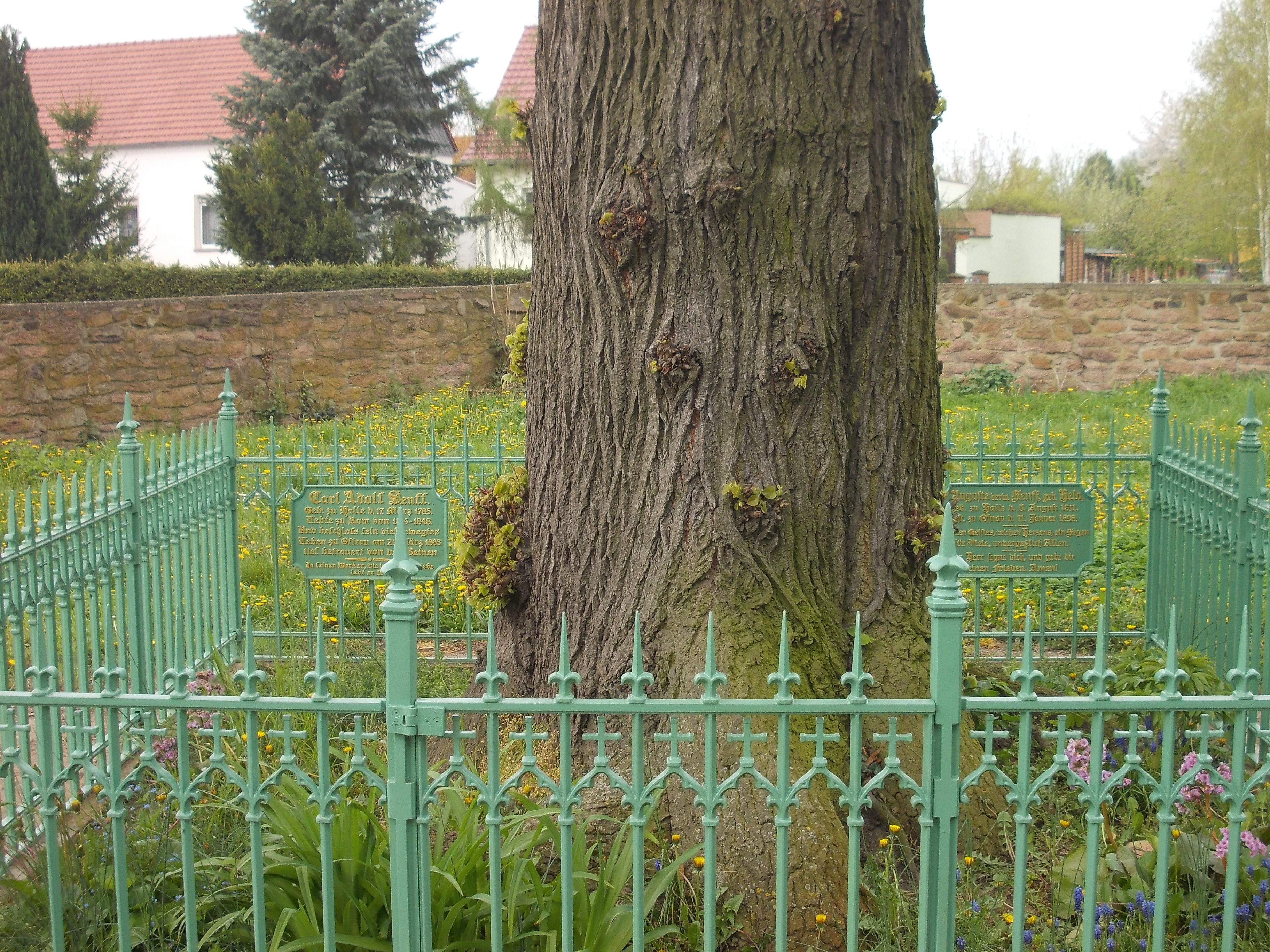
Могила К. А. Зенффа

Около 1825 года Зенфф стал занимался натюрмортом с цветами и фруктами, технику которой усовершенствовал до такой степени, что получил в Италии прозвище Raffaele di fiori («Цветочный Рафаэль»). Эти его произведения ныне хранятся во многих музеях, а некоторые до сих пор находятся в частной собственности потомков его многочисленных родственников. Также популярными мотивами в его творчестве были портреты итальянок в натуральную величину в разных костюмах и в окружении разнообразных цветов и фруктов.
В 1848 году Адольф Зенфф наконец вернулся в Германию. После непродолжительного пребывания в Берлине он поселился в Острау-ам-Петерсберге недалеко от Галле, где служил пастором его старший брат Карл Вильгельм Зенф (1767—1850). После смерти брата и смерти его жены Адольф Зенфф, 27 мая 1852 года, в 67 лет, женился на их приёмной дочери Огюсте Шарлотте Франциске, урожденной Хельд (1811—1898).
До своей смерти 21 марта 1863 года он вместе с семьей и друзьями создал большое количество портретов, цветочных картин и натюрмортов. Был похоронен в Острау; по его желанию на могиле была посажена липа, которая растёт до сих пор.